# 文田镇
文田镇，是中华人民共和国湖南省娄底市新化县下辖的一个乡镇级行政单位。

## 行政区划
文田镇下辖以下地区：
黄龙社区、文田村、茅田村、新屋场村、方竹村、坪树村、欣欣村、桥坪村、先辉村、浪山村、石燕村、青京村、大田村、龙溪村、石羊村、小长村、竹鸡村、芭蕉山村、富公坳村和上横溪村。